# Sônia Hernandes
Sônia Haddad Moraes Hernandes (São Paulo, 28 de novembro de 1958), também conhecida como Bispa Sônia, é uma empresária, escritora, apresentadora de televisão, compositora, musicista e primeira Bispa do Brasil, além de ministra de confissão religiosa brasileira líder e fundadora da Igreja Apostólica Renascer em Cristo, onde exerce a função de bispa. Também é fundadora e líder do grupo Renascer Praise. Segundo a Revista Forbes é a quinta pastora mais rica do Brasil.

## Biografia

### Vida pessoal
É casada com Estevam Hernandes, fundador da mesma igreja, e mãe de três filhos, Fernanda, Gabriel e Filipe (1978-2016). Gabriel é filho adotivo.
Nascida em uma família de classe média, trabalhou no ramo de confecção de roupas. Em finais da década de 1980, ela e sua família deixaram a antiga denominação evangélica da qual faziam parte e começaram a organizar reuniões informais com famílias amigas, o que mais tarde se tornaria uma das mais populares igrejas evangélicas do Brasil, contando atualmente com mais de três mil templos, emissoras radiofônicas, tais como a Gospel FM e uma rede de televisão (Rede Gospel). Entre os anos 80 e 90 apresentou o programa De Bem Com a Vida na extinta Rede Manchete.

### Formação do Renascer Praise
Desde pequena, a bispa Sonia Hernandes se envolveu com a música. Uma antiga empregada da casa chamada Miriam, dizia que a menina já acordava cantando. " Minha mãe sempre nos incentivou. Ela é pós-graduada em música, toca acordeom, teclado… Meu irmão toca vários instrumentos. Quanto a mim, minha mãe fez o que pode", brinca a bispa. "Ela me colocou para estudar piano. O sonho dela era esse. Mas eu queria estudar violão, porque achava que onde eu fosse poderia levá-lo para tocar e cantar. Com 5 anos comecei a estudar piano com uma professora particular, depois fui para um conservatório, dei algumas audições, mas só fui até o quinto ano. Como minha mãe não desistiu, ela me colocou para fazer regência, canto e coral. Fiz dois anos. Mas nem piano, nem violão, nem nada."
Anos se passaram, até que a bispa Sônia disse que recebeu um "chamado" em um acampamento de jovens da Igreja Renascer em Cristo. "Tive uma experiência muito forte com Jesus. No dia 6 de fevereiro de 1989. Tinha me levantado de madrugada para preparar um estudo que iria pregar na manhã seguinte.
"De repente, parece que a Bíblia se abriu inteira. Leio a Bíblia desde os 6 anos, mas naquele momento tudo começou a fazer sentido. Não sei como descrever. Foi algo muito profundo, em que recebi de Deus revelações muito sérias e, a partir daquele dia, comecei a ouvir. Foi incrível." No início dos anos 1990 o casal Hernandes abrigava em sua casa 12 jovens que estavam se recuperando das drogas e uma senhora que não tinha lugar para morar. Foi num dia, quando a bispa estava levando café para ela, que começou o que seria o ministério. "Quando sentei na cama dela comecei a ouvir vozes. Então, perguntei: 'Está ouvindo esse coral maravilhoso?' Ela me respondeu que não, mas insisti: 'Como não está ouvindo?' Naquele momento eu estava ouvindo o coral, a letra, as vozes… Era um coral de sete vozes. Tinha de tudo, barítonos, contraltos, sopranos. Era um coral completo, uma coisa linda. A partir desse dia, comecei muitas vezes a acordar literalmente cantando, louvando. Entendo que foi aí que recebi este dom", conta a bispa Sônia, insistindo que a música sempre fez parte de sua vida.
"O Renascer Praise mistura os mais variados ritmos, como samba, rap, pop, rock, sertanejo, tendo a adoração como característica marcante." - Bispa Sônia Hernandes.

## Problemas com a Justiça
Em setembro de 2006, a Justiça bloqueou os bens dos fundadores, acusados de estelionato, falsidade ideológica e lavagem de dinheiro. Pelo fato de não comparecerem às audiências dos processos em que são denunciados, em 30 de novembro de 2006 o Ministério Público de São Paulo pediu a prisão preventiva do casal e outros três integrantes da congregação.
No dia 19 de dezembro a ministra Laurita Vaz, do Superior Tribunal de Justiça (STJ), concedeu liminar em habeas-corpus em favor de Estevam Hernandes Filho e Sônia Haddad Moraes Hernandes fundadores da Igreja Renascer em Cristo, para cassar a ordem de prisão contra eles. Na decisão, a ministra determina que, caso a prisão já tenha sido efetivada, ela deverá ser revogada.
Em 1 de dezembro de 2006 o juiz da 1ª Vara de Justiça Criminal, Paulo Antônio Rossi, deferiu o pedido de prisão preventiva feito pelo Ministério Público de São Paulo contra os fundadores da Igreja Apostólica Renascer em Cristo: Estevam Hernandes Filho e sua mulher, Sônia Haddad Moraes Hernandes. O pedido foi feito porque o casal não compareceu à audiência do processo em que apresentaram documentos comprovando cuidados médicos durante este período, os dois são denunciados por lavagem de dinheiro, estelionato e falsidade ideológica. O juiz já havia determinado anteriormente a quebra do sigilo bancário e bloqueio de bens do casal Hernandes.
O Federal Bureau of Investigation, a polícia federal dos Estados Unidos, prendeu em 9 de janeiro de 2007, o casal Estevam Hernandes Filho e Sônia Haddad Moraes Hernandes, fundadores da igreja foram presos pelo FBI, em Miami. Eles entraram nos Estados Unidos com US$ 56 mil em espécie, mas declararam para a alfândega que não possuíam mais do que dez mil dólares.
Eles foram detidos no Federal Detention Center, em Miami-FL, EUA.
De acordo com o consulado norte-americano no Brasil, o casal ficou em celas separadas, vestindo o uniforme laranja de presidiário, dividindo espaço com os outros presos.
Em comunicado a imprensa o advogado do casal afirmou que a família estava supostamente acompanhada de mais cinco pessoas, legalizando a movimentação de US$70 mil e havia ocorrido um erro ou engano ao preencher os documentos.
No dia 12 de janeiro o Tribunal de Justiça de São Paulo negou o pedido de habeas corpus para os fundadores da Igreja Apostólica Renascer em Cristo. A decisão é do desembargador Ubiratan de Arruda, da 9ª Câmara Criminal do tribunal. O pedido havia sido feito pelo advogado do casal, Luiz Flávio D'Urso, presidente da OAB de São Paulo, o qual pedia a suspensão da ordem de prisão preventiva decretada pelo juiz da 1ª Vara Criminal da capital. O casal será investigado também pelo Ministério Público Federal por suposto crime de evasão de divisas.
No Brasil, eles não são mais acusados por lavagem de dinheiro, falsidade ideológica e estelionato.
O casal Estevam Hernandes e Sônia Haddad Moraes Hernandes, fundadores da igreja deixaram a prisão nos Estados Unidos, mas continuam sendo vigiado pela polícia norte-americana. O juiz que autorizou a saída deles da prisão obrigou o casal a usar uma espécie de tornozeleira eletrônica.
Dessa forma, a polícia conseguirá monitorar todos os passos do casal enquanto eles estiverem respondendo processo nos Estados Unidos. Esse equipamento emite sinais de localização GPS para os agentes federal marshalls (policias federais). Com isso, Sônia e Estevam Hernandes serão monitorados pela polícia 24 horas por dia.
Depois de deixar a prisão, Sônia e Estevam seguiram para a mansão de Boca Ratón, no número 12.582 da Torbey Drive, localizado no condomínio fechado Boca Falls. Eles estão impedidos de deixar a Flórida até o julgamento do processo que corre contra eles nos Estados Unidos.

### Declaração de Culpa e Sentença
Estevam e Sônia Hernandes permaneceram em liberdade vigiada em Miami até a audiência na Corte Federal Americana no dia 17 de agosto de 2007. Durante esse período continuaram pregando para os fiéis da Igreja Renascer em Cristo no Brasil, via satélite através de telões.
Na audiência que decidiria o caso, Sônia e Estevam se declararam culpados e se disseram arrependidos. O advogado do casal pediu que o juiz fosse humano ao decretar a sentença, alegando que o dinheiro supostamente serveria para evangelizar pessoas naquele país. O juiz Frederico Moreno sentenciou o casal a uma pena leve de 140 dias de reclusão em regime fechado em fases intercaladas pelo motivo de um dos dois terem que cuidar dos filhos durante a ausência do outro. Enquanto Estevam cumprisse o período de reclusão, Sônia permaneceria em liberdade vigiada, e vice versa, determinou Moreno, além de uma multa no valor de U$30 mil para cada um. Estevam cumpriu o período em regime fechado em Miami entre os meses de agosto e dezembro de 2007, sendo libertado no dia 28 de dezembro. Ao sair da prisão voltou a realizar pregações via satélite para os fiéis no Brasil e passou a apresentar um programa diário ao vivo dos Estados Unidos através da Rede Gospel.
No Brasil o casal ainda respondia  processos por lavagem de dinheiro, falsidade ideológica e estelionato. Após assumirem a culpa no processo por evasão de divisas nos Estados Unidos, a promotoria voltou a pedir a prisão preventiva do casal, ainda sob o motivo de terem faltado a audiência judicial em dezembro de 2006. A Justiça de São Paulo acatou o pedido. Porém, em março de 2008 a Primeira Turma do Superior Tribunal de Justiça (STJ) novamente revogou a decisão, liberando novo habeas-corpus ao casal. A assessoria do STJ se pronunciou na época alegando que o casal estava sendo submetido a constrangimento ilegal e considerou extravagante a prisão preventiva. Alegando irregularidades no andamento do processo, a assessoria de imprensa da Igreja Renascer em Cristo se pronunciou no final de 2007 afirmando que por meio do advogado do casal de fundadores da igreja entrariam com ação judicial contra o promotor do caso. Entre outras irregularidades, a assessoria citava a coletiva de imprensa dada pelo mesmo naquela época sobre o processo que corria em segredo de justiça. Nessa mesma época o promotor do caso também estava sendo investigado por supostas irregularidades em um período que esteve afastado de suas funções para estudar em uma universidade da Europa. Questionado o promotor sempre negou qualquer irregularidade no andamento do processo.

### Retorno ao Brasil
Após a ordem de prisão decretada pela Justiça de São Paulo contra os líderes e fundadores da Igreja Renascer em Cristo, Estevam e Sônia Hernandes, ter sido cassada pelo Supremo Tribunal Federal, em março de 2008, o casal ficou livre para retornar ao Brasil assim que liberados pela Justiça Americana.

### Condenação em 2012
Em 2012 o Tribunal de Contas da União negou o recurso e manteve a sentença da bispa que teve de devolver aos cofres públicos 785 mil reais e além de ter sido multada 100 mil reais.
Como Sonia era presidente da Fundação Renascer na época, foi condenada a devolver o valor do repasse feito pelo Ministério da Educação por não ter comprovação da aplicação dos recursos em alfabetização de jovens e adultos.

### Inocentada de todas acusações em 2012
Casal foi inocentado pelo STF com unanimidade pelos cinco ministros de criar uma organização criminosa, desvio de dinheiro, lavagem de dinheiro e estelionato.
Os líderes da Igreja Renascer em Cristo foram considerados inocentes no processo movido contra eles sob a acusação de comandarem uma “organização criminosa” que faria lavagem de dinheiro através das doações dos fiéis.
O advogado do casal, Luiz Flávio Borges D’Urso, comemorou a decisão da primeira turma do Supremo Tribunal Federal, que emitiu um Hábeas Corpus com a decisão unânime de encerrar o caso.
De acordo com informações do portal IG, a acusação feita contra os Hernandes afirmava que o casal utilizava a “estrutura de entidade religiosa e de empresas vinculadas para arrecadar grandes valores em dinheiro, ludibriando os fiéis mediante variadas fraudes, desviando os numerários oferecidos para determinadas finalidades ligadas à igreja em proveito próprio e de terceiros”.
O apóstolo Estevam Hernandes e a bispa Sonia eram acusados também de “lucrar na condução das diversas empresas, desvirtuando as atividades eminentemente assistenciais e aplicando seguidos golpes”.
D’Urso, que também é pré-candidato do PTB à prefeitura de São Paulo, baseou sua estratégia de defesa na afirmação de que a Lei 9.613/98 define o crime de lavagem de dinheiro como uma consequência de um crime anterior.
Na acusação, o crime anterior que supostamente dava sustentação para a acusação de lavagem de dinheiro seria o comando, pelo casal, de uma “organização criminosa”, porém, não existe no sistema jurídico brasileiro o tipo penal “organização criminosa”, o que segundo o advogado, forçou a extinção da denúncia por parte do STF.
Luiz Flávio Borges D’Urso afirma que a decisão “traz efeito sobre todos os processos relacionados a ‘organização criminosa’. O Supremo entendeu que não existe essa figura ‘organização criminosa’ na legislação. É uma decisão histórica”, comemorou o advogado, que também trabalha como advogado da família Matsunaga, no Caso Yoki, em que Elize Araújo Kitano Matsunaga confessou o esquartejamento de seu marido, o executivo Marcos Matsunaga.